# Tour della nazionale maschile di rugby a 15 della Francia 1989
Nel 1989 la nazionale francese di rugby a 15 si recò in tour in Nuova Zelanda. Evento clou furono i due test match contro gli All Blacks, entrambi persi.
La nazionale francese, fresca vincitrice del Cinque Nazioni, era partita con grandi speranze di bissare il successo avvenuto il 14 luglio 1979, unica vittoria su 14 test in Nuova Zelanda. 
Invece per i francesi, oltre alle due sconfitte, vi furono anche grosse difficoltà negli incontri contro le selezioni provinciali, con le partite perse contro Southland e Wellington, che nel 1988 aveva superato il Galles, e la vittoria allo scadere contro Manawatu. L'unico successo agevole arrivò contro una selezione (Seddon Shield) della terza divisione del National Provincial Championship.

## Il team
- Commissario tecnico: Jacques Fouroux
- Estremi

Serge Blanco (Biarritz) 

Jean-Baptiste Lafond (Racing Parigi)
- Tre quarti

Marc Andrieu (Nimes) 

Denis Charvet (Stade toulousain) 

Philippe Bérot (Agen)

Pierre Hontas (Biarritz) 

Patrice Lagisquet (Bayonne) 

Franck Mesnel (Racing Parigi) 

Philippe Sella (Agen) 

Stéphane Weller (Grenoble)
- Mediani

Pierre Berbizier (Agen) 

Jean-Marc Lescure (Narbonne ) 

Philippe Rougé-Thomas (Stade toulousain) 

Henri Sanz (Narbonne)
- Avanti

Philippe Benetton (Agen) 

Philippe Béraud (Dax)

Dominique Bouet (Dax)

Alain Carminati (Beziers)) 

Marc Cécillon (Bourgoin) 

Hervé Chabowski (Bourgoin) 

Jean Condom (Biarritz) 

Thierry Devergie (Nimes) 

Dominique Erbani (Agen) 

Philippe Gallart (Beziers) 

Jean Pierre Garuet-Lempirou (Lourdes) 

Pascal Ondarts (Biarritz) 

Marc Pujolle (Nizza) 

Laurent Rodriguez (Dax)

Olivier Roumat (Dax)

Jean-François Tordo (Tolone)

## Risultati
| Arbitro: | W.Thompson |

|           |      |                    |
|           | mt   | Sella, Lagisquet 2 |
|           | tr   | Blanco 3           |
| Hollier 6 | c.p. | Blanco 2           |
| Hollier   | drop |                    |

| Arbitro: | T. Marshall |

|                           |      |                   |
| Morrison, Schmidt, Cruden | mt   | Lescure 2, Beraud |
| Champion                  | tr   | Bérot, Lafond     |
| Champion 3                | c.p. | Bérot 3           |
| Lescure                   | drop |                   |

| Arbitro: | McLachlan |

|           |      |       |
|           | mt   | Bérot |
| Crossan 4 | c.p. | Bérot |

Il primo test match, vede la Nuova Zelanda dilagare nel primo tempo (chiuso sul 18-0). Ma dopo 13 minuti della ripresa, i francesi si sono riportati sotto (18-17) con tre mete una in fila all'altra. Purtroppo Bérot, fallisce 2 calci di punizione prima che Alan Whetton chiuda il match con la meta nei minuti di recupero. Determinanti sono stati i calci con Bérot capace di un misero 25%(2 su 8) contro Fox che ne ha realizzati ben 5 sempre su 8.
| Arbitro: | Fred Howard |

|                                |      |                              |
| 24’, 37’ Wright 79’ A. Whetton | mt   | 41’, 53’ Blanco 47’ Cécillon |
| 24’, 37’ Fox                   | tr   | 47’ Bérot                    |
| 18’, 34’, 68’ Fox              | c.p. | 45’ Bérot                    |

| Arbitro: | D. Bishop |

|         |      |                                                |
| Boyd    | mt   | Hontas 3, Chabowski, Beraud Sanz, meta tecnica |
|         | tr   | Lescure 4                                      |
| Stark 3 | c.p. | Lescure 4                                      |
|         | drop | Lescure                                        |

| Arbitro: | K. Lawrence |

|                           |      |                        |
| Geany, Tocker 2, Verhoven | mt   | Bérot 2, Sanz , Weller |
| Gallagher                 | tr   | Bérot 2                |
| Gallagher 2               | c.p. | Bérot                  |

| Arbitro: | I. Blackmore |

|          |      |                 |
| Shelford | mt   | Mesnel 2, Sanz  |
| Irihei   | tr   | Lescure, Lafond |
| Irihei 4 | c.p. | Lescure, Lafond |

Niente da fare per i francesi nel secondo test. GlI All Blacks stabiliscono il loro record di punti contro la Francia. . ma a tre quarti di partita, i francesi, guidati da Serge Blanco erano in vantaggio per 20-19, prima che nell'ultimo quarto di partita gli All Blacks non prendessero in mano il match con due mete decisive di Deans e Fitzpatrick.
| Arbitro: | Fred Howard |

|                                                      |      |                               |
| 21’ A. Whetton 24’ Stanley 63’ Deans 76’ Fitzpatrick | mt   | 23’ Rougé-Thomas 53’ Cécillon |
| 21’, 63’, 76’ Fox                                    | tr   |                               |
| 7’, 12’, 43’, 59’ Fox                                | c.p. | 2’, 27’, 33’, 41’ Blanco      |